# 赤旗法
赤旗法（あかはたほう、英: Red Flag Act）とは、19世紀後半に英国で施行された法律。正式にはLocomotive Act。赤い旗を持った徒歩による先導者を義務付けた所から、その通称がある。
英国の公道における自動車（当時は大多数が蒸気自動車で、ガソリン車はまだ実用化されていなかった）の運用方法について定めた法律であり、歩行者や馬車の安全に配慮するという名目ではあったが、実際には馬車関連業者の権益を保護するために自動車を規制しようとした法律である。結果的に同国における自動車産業の発達を妨げ、ドイツやフランスに遅れをとることになる。1865年に制定された機関車法（The Locomotive Act 1865）にはじまる。
貴族のチャールズ・スチュアート・ロールズ（ロールス・ロイス社創業者）らが、制限速度を無視した走行で赤旗法撤廃運動をおこなった。その結果イギリスでの赤旗法は1896年に廃止された。

## 条例
- The Locomotives on Highways Act 1861
  - 車両の重量は12トンに制限する。
  - 10 mph（16 km/h）、市街地では5 mph （8 km/h）の速度制限を課す。
- The Locomotive Act 1865（赤旗法）
  - 郊外では4 mph（6 km/h）、市街地では2 mph（3 km/h）の速度制限を定める。
  - 自動車は、運転手、機関員、赤い旗を持って車両の60ヤード（55メートル）前方を歩く者の3名で運用することを規定する。赤い旗かランタンを持った人は、歩く速度を守り、騎手や馬に自動車の接近を予告する。
- Highways and Locomotives Act 1878（改正法）
  - 赤旗の必要性は除去。
  - 未だに必要とされた前方歩行要員の距離が20ヤード（18メートル）に短縮。
  - 馬に遭遇したら車両は停止しなければならない。
  - 車両が馬を驚かす煙や蒸気を出すことを禁ずる。
- 1896年に廃止。

## 類似の法律
20世紀初頭まで、アメリカのいくつかの州に「自動車を運転するときには、必ず誰か一人が赤い旗を持って自動車の十数ヤード先を歩かなければならない」という法律があった。
日本の路面電車の黎明期である1895年（明治28年）開業の京都電気鉄道（京都市電の前身）には、京都府令第67号電気鉄道取締規則により、赤旗や提灯を持って電車の前を先導する告知人（前走り）制度が1904年まで存在した。
また、保安基準の緩和と道路法及び車両制限令に基づく特殊車両通行許可(いわゆる特車申請)にかかる通行条件はこの考え方を引き継いでおり、道路法における車両制限値及び保安基準における一般制限値を著しく超過した車両の通行を規制するねらいを持ち、寸法･重量等の数値により徐行、連行禁止、誘導車の配置などの制限を受ける。